# 回復体位
回復体位（かいふくたいい、英語：recovery position）とは、意識障害のある患者に対して救急車などで二次救命処置が開始されるまでの間、安静を保つための姿勢の一つ。救急医学や救急医療の分野では「昏睡体位」（こんすいたいい）と呼称するのが一般的である   。体位としては産婦人科のシムズ体位（Sims position）も基本的には同じものを指している。

いわゆる左向き寝であり、気道確保を重要視している

- 「失神している」「意識がもうろうとしている」など意識障害のある要救護者の生命の安全を図るための体位で、急な嘔吐や容態の変化が起こっても窒息死に至らないよう考慮された姿勢である。
- 姿勢としては、図に示した通りの左側臥位（左向き寝）である。ただし、頭をやや後ろに反らせて、できるだけ気道を広げた状態に保つ点が一般的な横向け寝と異なる。また無意識に寝返りしたり痙攣して仰向けやうつ伏せになったりしないよう、膝は軽く曲げ、下側の左腕は体前方に投げ出し上側の右腕で支え棒をする要領で、左側臥位の体勢を維持する。
- 横向け寝が推奨される根拠としては、患者を仰向け寝にすると嘔吐によって胃の内容物が出てしまった場合に気道を塞いで窒息するおそれがあるため[5]であり、また仰向けより横向き寝のほうが舌根沈下を防げるため患者としても呼吸が楽に出来る、などの理由による。
- 患者の左半身を下にする根拠としては、解剖学的に胃の噴門部が下を向く右側臥位(右向き寝)にすると、胃内容物が食道に逆流しやすくなり[6]、意識障害時には誤嚥や嘔吐による窒息を引き起こす危険性が高い。これを防止する目的で、患者の噴門部が上を向く左側臥位とする[7]。
- 脳卒中など、半身麻痺の症状がある患者に対しては、例外的に麻痺側が上側になるように寝かせる。この場合は、麻痺という やむを得ない事情が有るので、必ずしも左半身が下側にならなくても良い[8]。
- なお、戸外やコンクリート床などの上に寝かせると、ことのほか地面に体温を奪われ体力を消耗しやすい。衣服や新聞紙、段ボールなど、可能な限り要救護者の下に敷いて体温が奪われるのを防ぐことが望ましい。

## 適用される症状
意識障害のある患者に適用される。（患者自身に意識が有れば、患者本人が最も楽だと感じる姿勢を取らせることが基本で、体位の強制は行わない。）
適用の具体例として、泥酔や急性アルコール中毒、急性薬物中毒、有機溶剤中毒、交通事故、スポーツ時の頭部外傷、脳血管障害（くも膜下出血、脳梗塞、脳内出血）、低血糖、心筋梗塞、尿毒症、脳症、電解質異常、内分泌疾患、低酸素、一酸化炭素中毒、熱中症、低体温症、ショック、痙攣、感染症、精神疾患、など 。

## 回復体位を取らせる場所
二次災害を予防するうえで、この姿勢をとらせるのはしばらく休ませておける安全な場所に限られる。
例えば交通事故などでは要救護者を事故車から十分離した歩道や道路脇まで移動してから、熱中症では涼しい木陰や建物の中など直射日光が当たらない場所、火災や地震などでは倒壊や出火・延焼する恐れのある建物から十分離れた場所である。場合によっては風雨に晒されない場所が望ましく、戸外で周囲に休める場所が無い場合（戦場や遭難している状況など）ではテントやシェルターの設置を含めて考慮する必要もある。
落ち着いて休めるよう、できれば少しでも静かな場所が望ましい。ただし転落の危険があるため、階段の上やベンチの上など高い場所は要注意である。
なお様態が急変した場合に備えて、できる限り目を離さないほうがよく、戸外の場合では応急処置が済んで助けを他に呼びに行く場合でも、状況に対応できる者を近くに残したほうがよい。どうしても状況が許さない場合は、木陰やテントないしシェルターなど、最低限環境から身を守れる場所でこの体位を取らせる。